# Laperdiguera
Laperdiguera – gmina w Hiszpanii, w prowincji Huesca, w Aragonii, o powierzchni 11,32 km². W 2011 roku gmina liczyła 101 mieszkańców.